# Sylvicola baechlii
Sylvicola baechlii är en tvåvingeart som beskrevs av Haenni 1997. Sylvicola baechlii ingår i släktet Sylvicola och familjen fönstermyggor.
Artens utbredningsområde är Frankrike. Inga underarter finns listade i Catalogue of Life.